# Lottia ochracea
Lottia ochracea är en snäckart som först beskrevs av Dall 1871.  Lottia ochracea ingår i släktet Lottia och familjen Lottiidae. Inga underarter finns listade i Catalogue of Life.